# Pierre de Longuemar
Pierre de Longuemar (1929-2018) est un banquier français ayant exercé à Paribas. La deuxième partie de son existence a été consacrée à la préservation et à la valorisation des archives de Paribas puis de BNP Paribas, à la promotion de l’histoire bancaire, à la constitution d’archives orales et à la traduction d’ouvrages historiques.

## Naissance et milieu familial
Pierre Yves Jean Marie Letouzé de Longuemar est né le 9 mai 1929 à Strasbourg. Il est décédé le 1er août 2018 à Paris. Il est le fils du colonel Henri Letouzé de Longuemar (1898-1979), le petit-fils du général Paul Letouzé de Longuemar (1836-1918) et l’arrière-petit-fils du militaire, savant et archéologue Alphonse Letouzé de Longuemar (1803-1881),.
Pierre de Longuemar est le père de l’artiste et sculptrice Diane de Longuemar.

## Formation
Pierre de Longuemar effectue ses études secondaires au Lycée Carnot à Tunis puis à Saint-Martin de France à Pontoise. Il prépare HEC au Lycée Sainte-Geneviève à Versailles, intègre la grande école de commerce et sort diplômé d’HEC en 1953.

## Carrière bancaire
Pierre de Longuemar effectue la totalité de sa carrière à la Banque de Paris et des Pays-Bas (Paribas) où il est recruté en 1954 sur le conseil de François Bloch-Lainé, alors directeur de la Caisse des dépôts et Consignations.
Pierre de Longuemar suit une carrière classique de banquier, plutôt tournée sur l’international. Il devient notamment un spécialiste des crédits acheteurs et des financements internationaux.
De 1967 à 1969, il est détaché à Washington auprès de la Société financière internationale (International Finance Corporation) qui gravite dans l’orbite de la Banque mondiale.
Il poursuit sa carrière à Paribas auprès du département des affaires financières internationales (1970) puis à la direction des affaires commerciales et des relations étrangères (1973) et au département international (1983). Il est nommé directeur en 1984 et termine sa carrière comme responsable de la succursale de Londres de Paribas de 1987 à 1990.

## Au service du patrimoine historique de la banque et de l’histoire
A sa retraite en 1990, Pierre de Longuemar est chargé de mettre en place un service d’archives historiques de la banque Paribas, poursuivant les efforts du secrétaire général Jean Cabet dans les années 1970. C’est un des premiers services d’archives historiques bancaires en France. Ce service est le support des recherches menées pour la publication en 1992 de l’ouvrage d’Eric Bussière, Paribas, l’Europe et le Monde, édité à l’occasion des 120 ans de la banque dans le contexte de la création de l’Union européenne.
Longuemar crée l’Association pour l’histoire de Paribas en 1994, qui prend le relais du service d’archives supprimé. Avec le service d’archives historiques du Crédit lyonnais, elle devient un lieu de ressources et d’échanges avec les historiens. L’association devient Association pour l’histoire de BNP Paribas en 2004.
Pierre de Longuemar est notamment à l’origine d’une importante et pionnière collecte d’archives orales initiée pour la documentation du livre d’Eric Bussière précité et poursuivie depuis ,. Il s’est appuyé pour cela sur l’expertise de l’historienne Florence Descamps, spécialiste des archives orales et de l'histoire orale.
Pierre de Longuemar figure également au nombre des fondateurs de l’European Association for Banking and Financial History dont il accueille la première réunion au siège de Paribas en 1989. Il en est fait membre d’honneur en 2017.
Passionné de prosopographie, notamment sur la noblesse française, Pierre de Longuemar apporte son concours aux recherches d’Eric Mansion-Rigau sur la noblesse française ou de Cyril Grange sur les élites juives françaises contemporaines. Il dirige et rédige l’introduction du mémorial de la noblesse française engagée dans les combats de 1939-1945.

## Un traducteur d’ouvrages historiques
Fort de sa familiarité avec la langue anglaise acquise lors des années passées aux Etats-Unis et à Londres, Pierre de Longuemar se lance dans la traduction de livres historiques. Passionné par l’histoire militaire, par curiosité personnelle et tradition familiale, il propose et signe la traduction de la thèse du grand historien américain Robert O. Paxton sur l’armée de Vichy, soutenue en 1963. Cet ouvrage, paru en 1966 aux Etats-Unis sous le titre Parades and politics at Vichy, attend donc 2004 pour paraitre en français sous le titre : L’armée de Vichy. Le corps des officiers français, 1940-1944.
Pierre de Longuemar entreprend ensuite la traduction d’un best-seller de l’écrivain américain Stephen Birmingham (1929-2015) paru en 1967 : Our Crowd, qui raconte l’histoire des grandes familles juives de New York qui ont fait Wall Street,. La version française paraît en 2023, après le décès de Pierre de Longuemar, sous le titre Notre Monde. Il est bien accueilli par la critique.